# Wappen der Provinz Granada

Wappen der Provinz Granada seit 2008

Das aktuelle Wappen der Provinz Granada wurde am 26. Februar 2008 vom Plenum der Provinzversammlung angenommen. Dieses bestätigte im Wesentlichen die bereits am 31. Mai 1969 vom gleichen Gremium angenommene Version und ersetzte nur die offene, auf Königin Isabella I. von Kastilien zurückgehende Krone durch die geschlossene spanische Königskrone.

## Beschreibung
In der Heraldik werden die Bezeichnungen rechts und links grundsätzlich aus der Sicht der Person verwendet, die den Schild vor sich her tragen würde, also entgegengesetzt zur Sicht des Betrachters.
Im silbernen, von einem dünnen roten Rand umgebenen Schild liegt ein goldener Granatapfel mit einem roten Riss und grünem Stiel und grünen Blättern. Der Schildrand ist in acht Felder unterteilt, wobei sich vier rote Felder mit einem goldenen, schwarz vermauerten Kastell mit blauen Fenstern und Toren mit vier silbernen Feldern mit einem aufrechten, roten, rot gezungten und golden bewehrten und gekrönten Löwen abwechseln. Dabei sehen die Löwen links oben und rechts unten nach links, die beiden Löwen rechts oben und links unten nach rechts. Der äußere, schwarze Schildrand ist mit einem silbernen, aus zwei Strängen geflochtenen Zopf belegt. Auf dem Schild liegt die geschlossene, rot gefütterte spanische Königskrone.

## Herkunft der einzelnen Wappenbestandteile
Der goldene Granatapfel mit rotem Riss und grünem, beblättertem Stiel geht zurück auf den 2. Januar 1492, an dem die Katholischen Könige Isabella I. von Kastilien und Fernando II. von Aragón das Emirat von Granada eroberten. Der Granatapfel auf silbernem Grund wurde als Spitze in das spanische Wappen eingefügt und ist bis heute dort vertreten. Das goldene Kastell mit den drei Türmen steht für das Königreich Kastilien, der rote Löwe wiederum für das Königreich León, deren Kombination also wieder für das Reich Königin Isabellas I.

## Vorgängerversionen

### 1959–1969
Im Februar 1959 präsentierte der Zeichner Manuel Parrizas Carrasco dem Plenum der Provinzversammlung einen Vorschlag für ein neues, hochkomplexes Provinzwappen. In seinem silbernen Herzschild zeigte es das Stadtwappen von Granada, also die Katholischen Könige auf ihren Thronen über dem goldenen Granatapfel in der Spitze, umgeben im Schildrand von jeweils vier Kastellen und vier Löwen in farbigen, sich abwechselnden Ovalen. Um diesen Herzschild waren zwölf kleine Schilde angeordnet, die die Stadtwappen der Hauptorte der Gerichtsbezirke der Provinz zeigten: In der Mitte begannen diese mit Guadix als der ältesten Stadt der Provinz, weiter folgten Baza, Huéscar, Albuñol, Iznalloz, Motril, Ugíjar, Loja, Montefrío, Santa Fe, Órgiva und Alhama. Über diesem Schild schwebte die offene spanische Königskrone, aus der, wie beim Stadtwappen Granadas, Helmdecken herausfielen. Am 31. Juli 1959 nahm die Provinzversammlung dieses Wappen an, das jedoch am 9. November 1959 von der Königlichen Akademie für Geschichte wegen seiner ausufernden Ansammlung heraldischer Figuren abgelehnt wurde. Nichtsdestoweniger hielt die Provinzversammlung bis Mai 1969 an diesem Wappen fest. Es erschien in dieser Form auch am 12. August 1963 auf einer Briefmarke, die damals als Zwanzigste einer Serie Escudos provinciales españoles herauskam.

### 1906–1959
In dieser Zeit besaß das Wappen der Provinz einen ovalen silbernen Schild, der einen goldenen Granatapfel mit rotem Riss und grünen Blättern und Stiel zeigte. Auf dem Schild ruhte die geschlossene spanische Königskrone. Während der Zweiten Spanischen Republik von 1931 bis 1939 wurde die Königskrone durch eine Mauerkrone mit vier Türmen ersetzt.

### 1891–1906
In diesen Jahren wurde als Provinzwappen ein roter Schild in Form einer oben eingeschnittenen Kartusche mit umgerollten Ecken benutzt, der zwei im Handschlag vereinte bekleidete Arme zeigte. Im Ausschnitt war über der Kartusche der goldene Granatapfel mit rotem Riss und grünen Blättern und Stiel zu sehen.

### 1836
Das älteste Wappen der Provinz Granada zeigt in einem nahezu ovalen Schild auf silbernem Grund den Handschlag zweier Hände, die gemeinsam den grünen Stiel eines Granatapfels halten, der golden mit rotem Riss und zwei grünen Blatttrieben über den Händen erscheint. Der Schild wird von der geschlossenen spanischen Königskrone überragt. Ob dieses Wappen durchgängig bis 1891 verwendet wurde oder es während der Ersten Spanischen Republik 1873/74 Änderungen gab, ist unklar.